# جائزة إيطاليا الكبرى 1967
جائزة إيطاليا الكبرى 1967 هو سباق فورمولا 1 أقيم بتاريخ 10 سبتمبر 1967 في حلبة مونزا، إيطاليا. كان التاسع من أصل 11 في بطولة العالم لسباقات الفورمولا واحد موسم 1967. حلّ البريطاني جون سورتيس أولا بينما جاء الأسترالي جاك برابهام في المركز الثاني وحصل على المركز الثالث البريطاني جيم كلارك.